# 銀山町停留場
銀山町停留場（日语：／ Kanayama-cho teiryūjō */?），又稱銀山町電車站，是位於廣島縣廣島市中區幟町，廣島電鐵本線的電車站。車站編號為M03。

## 電車站構造
路軌沿相生通越過稻荷大橋後，在胡町一丁目及幟町14丁目外的共用行車道上設站。

### 月台配置
設有2面2線的側式月台。出入口設於向廣島站一方。在1973年至74年之間，隨著大型電車開始投入服務，電車站月台進行了延長工程。但是，兩者月台的長度有偏差，下行月台為標準28米，而上行則稍為縮短，只有24米，這也令到大部份5000系的低地床電車，最後一節通常都未能入站，不過因車門編配上，左側最後方的掛節並沒有設置門，所以亦不影響運作。
1988年4月，月台加設上蓋。其中，下行月台為全上蓋覆蓋，也設有分隔車路和月台的全身茶色半透明膠板；但上行月台則只有中央前設有約5米的上蓋，其餘部份均為露天月台。本站採用舊式的下班列車到站提示，下行燈箱以不同終點的代表字表示列車方向「宇（品）、江（波）、宮（島口）」和（電車到了），上行則全採用「廣島站前方向」。
曾經在電車的方向幕中設有此電車站的名稱，即代表此電車站是終點站之一。但是車站前後現時均沒有折返用的渡軌。
| 月台               | 路線  | 上下行 | 方向                                                                           | 備註 |
| ------------------ | ----- | ------ | ------------------------------------------------------------------------------ | ---- |
| （靠向胡町一丁目） | 1號線 | 下行   | 經紙屋町東往日赤醫院前、廣電前（加班車和出入庫的電車）、宇品二丁目、廣島港方向 | 包含 |
| （靠向胡町一丁目） | 2號線 | 下行   | 廣電西廣島（己斐）、廣電廿日市、廣電宮島口方向                                 |      |
| （靠向胡町一丁目） | 6號線 | 下行   | 江波方向                                                                       |      |
| （靠向幟町14丁目） | 、    | 上行   | 廣島站方向                                                                     |      |

## 歷史
- 1912年11月23日：本線廣島站前至紙屋町之間開通，此站啟用[5][6]。當時電車站名稱為山口町停留場（日语：／）[7][注 1]。
- 1945年：

- 8月6日：廣島市被投下原子彈，車站暫停營業。
- 10月1日：本線八丁堀至此電車站之間重開。
- 10月11日：本線此電車站至廣島站前之間重開，本線全線重開。

- 1965年4月1日：隨廣島市內部分町名變更，此電車站改名為銀山町停留場[12][5]。

## 使用狀況
根據廣島電鐵上繳國土交通省有關「實施移動等圓滑化相關事宜」（移動等円滑化に関する取り組み）報告中，本站的使用人數如下：
| 乘降人員推算 | 乘降人員推算     | 乘降人員推算   |
| 年度         | 1日平均 乘降人次 | 出處           |
| ------------ | ---------------- | -------------- |
| 2021         | 2,343            | [ 廣電統計 1 ] |
| 2022         | 2,893            | [ 廣電統計 2 ] |
| 2023         | 3,282            | [ 廣電統計 3 ] |
| 2024         | 3,273            | [ 廣電統計 4 ] |

## 電車站周邊
電車站位於相生通東端，該處設有辦公大樓、多租戶大廈和公寓。從電車站向東步行一段距離便到達京橋川。從電車站向南步行一小段距離便到達藥研堀地區，為廣島市的娛樂區和紅燈區。
在2000年前，電車站南邊設有廣島證券交易所，而周邊有許多證券行。在證券交易所關閉後，周邊變成了有許多金融機構的總店和分店的地區。

## 相鄰電車站
廣島電鐵
■本線
 快速班次（每朝單向下行兩班，試驗至2025年12月31日） 
通過
（其他）、
稻荷町（M02）－銀山町（M03）－胡町（M04）

### 附注
1. ↑  實際，本線紙屋町至櫓下之間已經竣工，但是由於發生一些問題，使開通區間只限廣島站前與紙屋町之間，該紙屋町至櫓下之間區間於2週間後才開通[8][9]。

### 統計資料
1. ↑  2021年度 移動等円滑化取組報告書（軌道停留場），第3頁。
2. ↑  2022年度 移動等円滑化取組報告書（軌道停留場） （页面存档备份，存于），第3頁。
3. ↑  2023年度 移動等円滑化取組報告書（軌道停留場），第3頁。
4. ↑  2024年度 移動等円滑化取組報告書（軌道停留場），第3頁。

## 外部連結
- 廣島電鐵銀山町站（页面存档备份，存于）（日語）